# Rączak (zwyczajny)
Rączak (zwyczajny) (Cursorius cursor) – gatunek średniej wielkości ptaka z rodziny żwirowcowatych (Glareolidae), występujący w Afryce na północ od równika, na Bliskim Wschodzie i w Azji Południowej. Nie jest zagrożony wyginięciem.

## Taksonomia
Po raz pierwszy gatunek opisał John Latham w 1787. Nadał mu angielską nazwę Cream-coloured Plover oraz binominalną Charadrius cursor. Miejsce typowe to Kent w Anglii. Do opisu dołączona była tablica barwna przedstawiająca ptaka.
Obecnie (2020) Międzynarodowy Komitet Ornitologiczny (IOC) umieszcza rączaka w rodzaju Cursorius. Wyróżnia 3 podgatunki. Ptaki z Wyspy Kanaryjskich bywały wydzielane do osobnego podgatunku C. c. bannermani, jednak od ptaków podgatunku nominatywnego odróżniają je jedynie rozmiary, co nie stanowi odpowiedniej przesłanki do ich wyodrębnienia. Podgatunek C. c. dahlakensis (Dahlak) jest włączony do podgatunku nominatywnego. Dawniej za podgatunek rączaka uznawano rączaka rdzawego (C. rufus), łączono go też w jeden gatunek z rączakiem somalijskim (C. somalensis).

## Podgatunki i zasięg występowania
IOC wyróżnia następujące podgatunki:
- C. c. cursor (Latham, 1787) – Wyspy Kanaryjskie, północna Afryka, Półwysep Arabski i Sokotra; ptaki z północnych części zasięgu zimują w strefie Sahelu i Arabii Saudyjskiej[4]
- C. c. bogolubovi Zarudny, 1885 – obszar od południowej Turcji przez wschodni Iran po południowo-zachodni Afganistan, południowy Pakistan i północno-zachodnie Indie[4]
- C. c. exsul E. Hartert, 1920 – Wyspy Zielonego Przylądka[4].

## Morfologia
Długość ciała wynosi 19–24 cm, rozpiętość skrzydeł 51–57 cm, masa ciała 115–156 g (C. c. bogolubovi), 102–119 g (C. c. cursor). Wymiary dla ptaków z kontynentu: długość skrzydła 153–172 mm, długość dzioba 20–25 mm, długość skoku 51–63 mm, długość ogona 56–64 mm.
U dorosłych osobników ciemię, czoło i kantarek kremowe, piaskowe. Tył głowy szary, na końcu pióra zwężają się do czarnego trójkąta. Brew biała, wyraźnie zaznaczona. Występuje czarny pasek oczny. Kark czarny. Wierzch ciała piaskowy, kremowy. Lotki I rzędu, pokrywy pierwszorzędowe i skrzydełko czarne. Lotki II rzędu czarne jedynie na wewnętrznych chorągiewkach, na zewnętrznych piaskowe, występują białe krawędzie. Sterówki piaskowokremowe, jedynie na środkowej parze widoczny jest czarny pasek przed końcem piór i wąska, biała końcówka. Broda, brzuch i sterówki od spodu kremowe, jasne, pozostała część spodu ciała ciemniejsza. Pokrywy podskrzydłowe czarne, poza wąskim, piaskowym pasem na pokrywach skrzydłowych mniejszych. Dziób niemal całkowicie czarny, jaśniejszy u nasady, u ptaków młodocianych nasada dzioba jest żółtobrązowa. Tęczówka brązowa. Nogi kremowe lub o barwie kości słoniowej.

## Ekologia i zachowanie
Rączaki  przeważnie przebywają na otwartych, pustynnych, z rzadka porośniętych równinach, w tym na obrzeżach obszarów upraw. Z wyjątkiem populacji z Sokotry, lęgi rzadko odnotowuje się na południe od Sahary. Przeważnie rączaki spotykane są w parach lub małych grupach. Żerując, żwawo biegają, często kopią dziobami w ziemi. Zjadają owady i ich larwy, w tym chrząszcze, prostoskrzydłe, termity, karaczany, mrówkowate, jedzą również mięczaki.

### Lęgi
Okres lęgowy w północnej Afryce trwa od lutego do czerwca, w byłych republikach ZSRR od maja do czerwca, na Wyspach Kanaryjskich większość zniesień przypada na okres od marca do początku kwietnia. Gniazdo stanowi płytki dołek w ziemi. W zniesieniu 2 lub 3 jaja.

## Status
IUCN uznaje rączaka za gatunek najmniejszej troski (LC, Least Concern; stan w 2021). BirdLife International ocenia trend liczebności jako spadkowy, choć u niektórych populacji jest on nieznany.